# Witbaardmonarch
De witbaardmonarch (Symposiachrus barbatus; synoniem: Monarcha barbatus) is een zangvogel uit de familie Monarchidae (monarchen).

## Verspreiding en leefgebied
Deze soort is endemisch op de noordelijke en centrale Salomonseilanden.

## Status
De grootte van de populatie is niet gekwantificeerd maar de soort wordt omschreven als schaars tot algemeen. Op de Rode lijst van de IUCN heeft deze soort de status niet bedreigd.